# Urubuzinho
O urubuzinho (nome científico: Chelidoptera tenebrosa), também conhecido como taterá, andorinha-cavaleira, andorinha-do-mato e miolinho, é uma espécie de ave piciforme da família dos buconídeos (Bucconidae), a única do gênero Chelidoptera.

## Etimologia
O nome do gênero Chelidoptera é formado pelo grego khelídon (χελίδον), "andorinha", e -ptera (πτερα), "asas", e o epíteto específico tenebrosa (ou tenebrosus) vem do latim e significa "escuro, sombrio, tenebroso". O nome vernáculo urubuzinho é o diminutivo de urubu. Urubu vem do tupi uru'wu em sentido definido. O étimo foi registrado em 1648 como orubù e 1817 como urubús. Já taterá ou tetera pode ser uma alteração de taperá, que derivou do tupi ta'pera no sentido de "aldeia indígena abandonada, habitação em ruínas" (tawa no sentido de "taba" e pwera no sentido de "que foi"). Antenor Nascentes sugeriu que taterá derivou diretamente do tupi ta'tera, que divergiu de tape'ra no sentido de "espécie de pássaro" (lit. "saído da tapera"). Teodoro Sampaio em O Tupi na Geografia Nacional (TupGN) propôs que seja uma designação de pássaros que se aninham nas taperas.

## Taxonomia e sistemática
O urubuzinho foi descrito pela primeira vez por John Gould em 1837 e é a única espécie dentro de seu gênero. Três subespécies são reconhecidas atualmente:
- C. t. tenebrosa (Pallas, 1782): leste da Colômbia até as Guianas, no norte da Bolívia e, no Brasil, nas regiões Norte e Centro-Oeste até o norte do estado de São Paulo;
- C. t. brasiliensis (Sclater, 1862): região costeira do Sudeste do Brasil, nos estados da Bahia e Espírito Santo;[13]
- C. t. pallida (Cory, 1913): noroeste da Venezuela.[14]

## Descrição
O urubuzinho possui entre 14–15 centímetros e pesa cerca de 30–41,5 gramas. Apresenta plumagem que varia do negro ao cinzento-escuro, geralmente com leve iridescência azulada na parte superior. O uropígio, a parte inferior das costas até as coberteiras superiores da cauda, as coberteiras inferiores da cauda, as coberteiras inferiores das asas e as axilas são brancas. O abdome exibe coloração amarelo-avermelhada ou faixa laranja-castanha nas partes inferiores, com uma faixa esbranquiçada bem marcada separando-o do peito, cuja coloração varia do preto ao cinza. A subespécie brasiliensis é de maior porte e possui partes inferiores mais ocráceas, tonalidade rufescente variável na garupa e nas regiões inferiores das asas. O bico é curto, ligeiramente curvado para baixo e preto; a íris é marrom-escura; os pés são cinza-escuros ou pretos. As asas são longas, largas, pontudas, com terciárias grandes, e em voo mantêm as pontas abertas como fazem os urubus. A cauda é curta, larga, quadrada e preta, podendo exibir pequenas pontas claras quando as penas estão frescas. O queixo é embranquecido e a garganta, cinzenta, com longas penas semelhantes a pelos. Possui ainda uma pálpebra inferior branca como gesso, que contrasta com a face escura. Os indivíduos imaturos se assemelham aos adultos.

## Distribuição e habitat
O urubuzinho é endêmico da América do Sul e ocorre na Bolívia, Colômbia, Equador, Guianas (Guiana, Suriname, Guiana Francesa), Peru, Venezuela e Brasil. No Brasil, ocorre nos estados do Acre, Amapá, Amazonas, Bahia, Distrito Federal, Espírito Santo, Goiás, Maranhão, Mato Grosso, Mato Grosso do Sul, Minas Gerais, Pará, Piauí, Rio de Janeiro, Rondônia, Roraima, São Paulo e Tocantins, nos biomas da Amazônia, Caatinga, Cerrado, Mata Atlântica e Pantanal. Em termos hidrográficos, está presente nas sub-bacias do Araguaia, do Contas, do Doce, da foz do Amazonas, do Grande, do Gurupi, do Itapecuru, do rio Itapecuru, do Paraguaçu, do Jequitinhonha, do litoral da Amapá, Bahia, Espírito Santo e Rio de Janeiro, do Madeira, do Mearim, do Negro, do Paraguai 01, 02 e 03, do Paranaíba, do Paraná RH1, do Alto, Médio e Baixo Parnaíba, do Paru, do Purus, do Solimões, do Médio São Francisco, do Tapajós, do Tietê, do Alto e Baixo Tocantins, do Trombetas e do Xingu.
O habitat ideal para reprodução parece ser áreas abertas com solos arenosos e arbustos dispersos, cercados por floresta, mas a espécie também é registrada em savanas abertas com árvores e arbustos, cerrado arbustivo, clareiras, bordas de floresta de transição, floresta estacional decidual, matas de crescimento secundário, florestas úmidas tropicais de terras baixas, pântanos, florestas degradadas, arbustos, árvores nas margens de estradas e rios, várzeas, mata ciliar e mata de galeria, inclusive nos llanos. Normalmente pousa em árvores emergentes de rios e margens de lagos. Em terras baixas ocorre principalmente abaixo de mil metros de altitude, sendo raramente observado acima de 1 750 metros.

## Ecologia
O urubuzinho é uma ave silenciosa que fica por longos períodos no topo de uma árvore sem se mover. Apresenta canto estridente geralmente emitido durante o voo e seus chamados incluem tsi-tsi-tsi e o alto e claro dí-didi dí-didi dí-didi…. Se reproduz de janeiro a junho e novembro na Venezuela; no Suriname, de julho a dezembro e de março a abril; e na Guiana Francesa, de agosto a novembro. Constrói seus ninhos em solo arenoso, formando uma toca de 60 a 90 centímetros de comprimento, frequentemente próximo ao rio. A ninhada consiste geralmente de um a dois ovos, com um período de incubação de 15 dias. Captura insetos no ar, normalmente retornando ao mesmo poleiro. Sua dieta consiste majoritariamente em insetos voadores, incluindo formigas-aladas. Em geral, alimenta-se de insetos voadores de pequeno a médio porte, como himenópteros (apídeos [Apidae], meliponíneos [Meliponinae], formicídeos [Formicidae]), coleópteros, homópteros (fulgorídeos [Fulgoridae]), heterópteros, ortópteros, isópteros, dípteros.

## Conservação

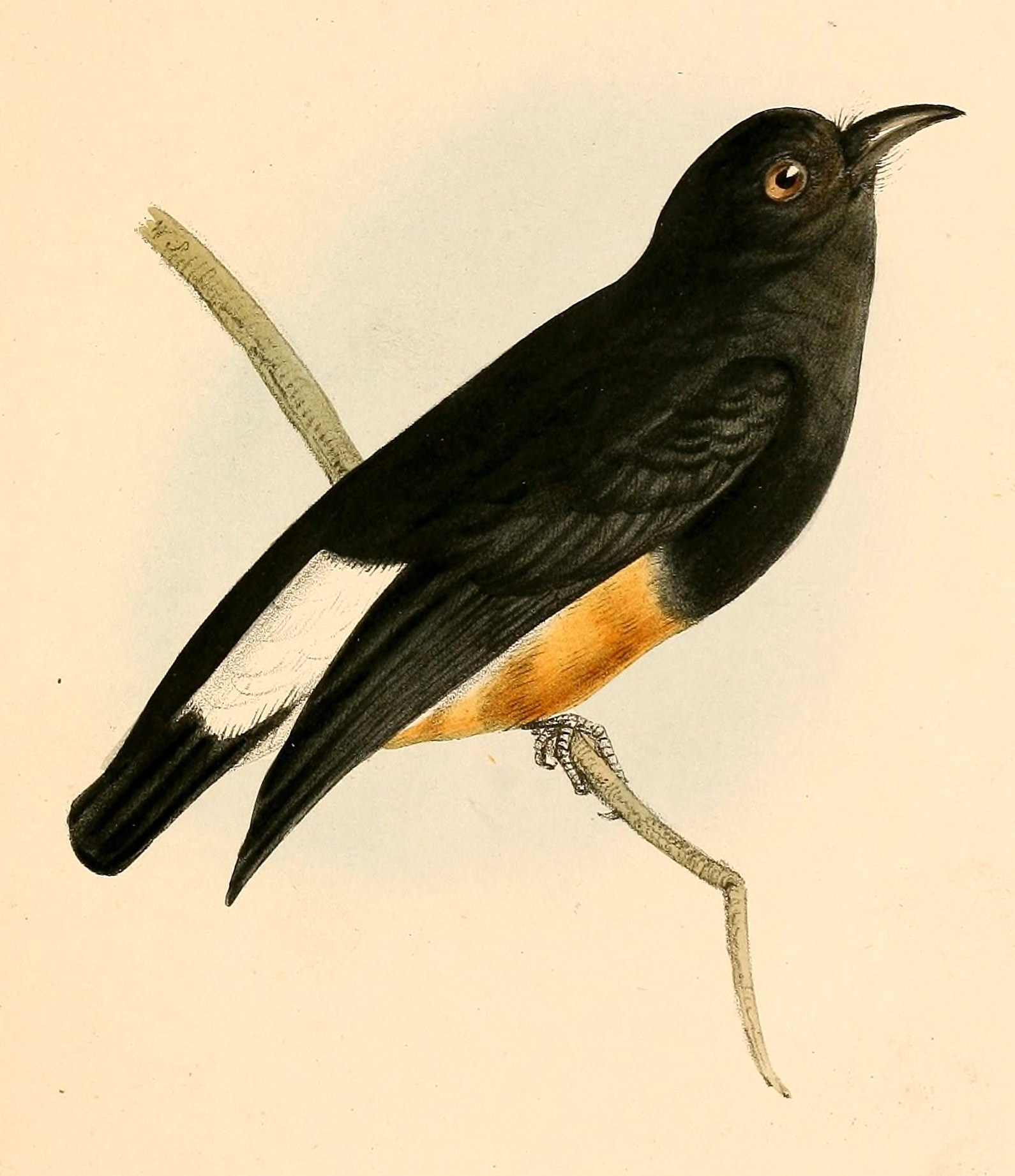
Ilustração do urubuzinho de 1841 feita por William John Swainson

O urubuzinho tem um alcance extremamente grande e sua apresenta tendência populacional crescente. A União Internacional para a Conservação da Natureza (UICN) classifica-o como sendo de menor preocupação (LC), pois ocorre numa distribuição extremamente grande e não se aproxima dos limiares para Vulnerável sob o critério de tamanho de distribuição (segundo a IUCN, extensão de ocorrência < 20 mil quilômetros quadrados combinada com um tamanho de distribuição decrescente ou flutuante, extensão/qualidade do habitat ou tamanho populacional e um pequeno número de locais ou fragmentação severa). Sabe-se que suas populações estão em tendência decrescente, mas o declínio não é suficientemente rápido para se aproximar dos limiares para vulnerável (> 30% de declínio ao longo de dez anos ou três gerações) e sua população é muito grande, o que igualmente descaracteriza a classificação como vulnerável (< 10 mil indivíduos maduros com um declínio contínuo estimado em > 10% em dez anos ou três gerações, ou com uma estrutura populacional especificada).
No Brasil, o urubuzinho é comum no Amazonas, Pará e Mato Grosso, mas incomum em Rondônia. Sua subespécie no leste do país precisa ser monitorada para determinar seu estado de conservação. Em 2005, o urubuzinho foi classificado como vulnerável na Lista de Espécies da Fauna Ameaçadas do Espírito Santo; em 2014, como em criticamente em perigo no Livro Vermelho da Fauna Ameaçada de Extinção no Estado de São Paulo; e em 2018, como pouco preocupante na Lista Vermelha do Livro Vermelho da Fauna Brasileira Ameaçada de Extinção do Instituto Chico Mendes de Conservação da Biodiversidade (ICMBio) e em perigo na Lista das Espécies da Fauna Ameaçadas de Extinção no Estado do Rio de Janeiro. Em 2021, foi mencionado na Lista de Aves do Ceará.

### Áreas de conservação
No Brasil, o urubuzinho está presente em várias áreas de conservação:
Área de Proteção Ambiental (APA)
- Serra da Ibiapaba
- Rio Batalha
- Baía de Camamu
- Baixo Rio Branco
- Costa de Itacaré/Serra Grande
- Chapada dos Guimarães
- Serra Dourada
- Reentrâncias Maranhenses
- Presidente Figueiredo – Caverna do Moroaga
- Upaon-Açu/Miritiba/Alto Preguiças
- Arquipélago do Marajó
- Lago de Tucuruí
- Igarapé São Francisco
- Ilha do Bananal/Cantão
- Jalapão
- João Leite
- Lagoa Encantada
- Lago de Palmas
- Margem Direita do Rio Negro – Setor Paduari-Solimões
- Margem Esquerda do Rio Negro – Setor Tarumã Açu-Tarumã Mirim
- Nascentes do Rio Paraguai
- Pouso Alto
- Santo Antônio
- Tarumã/Ponta Negra
- Xeriuni

Estação Ecológica (ESEC)
- Serra das Araras
- Terra do Meio
- Caracaraí
- Maracá
- Taiamã
- Niquiá
- Serra Geral do Tocantins

Floresta Nacional (Flona)
- Amanã
- Carajás
- Tapajós
- Humaitá
- Jamanxim
- Jamari
- Pau-Rosa
- Tapirapé-Aquiri
- Trairão

Parque Nacional (PARNA)
- Amazônia
- Anavilhanas
- Campos Amazônicos
- Chapada das Mesas
- Chapada dos Guimarães
- Chapada dos Veadeiros
- Emas
- Sete Cidades
- Cabo Orange
- Descobrimento
- Monte Pascoal
- Pau Brasil
- Viruá
- Jaú
- Mapinguari
- Montanhas do Tumucumaque
- Serra da Cutia
- Serra das Lontras
- Serra do Divisor
- Serra do Pardo

Reserva Biológica (Rebio)
- Abufari
- Augusto Ruschi
- Poço das Antas
- Sooretama
- Una
- Guaporé
- Gurupi
- Jaru
- Nascentes da Serra do Cachimbo
- Rio Trombetas
- Tapirapé
- Uatumã
- Traçadal

Reserva Extrativista (Resex)
- Arapixi
- Baixo Rio Branco-Jauaperi
- Cazumbá-Iracema
- Lago do Cuniã
- Mocapajuba
- Rio Cajari
- Rio Ouro Preto

Reserva de Desenvolvimento Sustentável (RDS)
- Piagaçu-Purus

Reserva Particular do Patrimônio Natural (RPPN)
- Salto Apepique
- Adão e Eva
- Água Boa
- Água Bonita
- Aldeia Ekinox
- Amoreira
- Araçari
- Arara Azul
- Bela Vista
- Cachoeira Boa Vista
- Chácara Mangueiras
- Chakra Grisu
- Ecoparque de Una
- Estância Santa Inês
- Fazenda Arruda
- Fazenda Jaquanêz
- Fazenda Mata Funda
- Fazenda Palmeiras
- Fazenda Pantanal
- Fazenda Paraíso
- Fazenda Pindorama - BA
- Fazenda Pioneira
- Fazenda Santa Luzia
- Fazenda Santo Antônio do Pindaré, gleba Barra da Jurema
- Fazenda Sayonara
- Fazenda Terra Nova
- Jubran
- Juerana
- Laço de Amor
- Linda Serra dos Topázios
- Lote Cristalino
- Nadir Júnior
- Parque Ecológico João Basso
- Parque Natural Leonildo Ferreira 1
- Reserva Boca da Mata
- Reserva Ecológica da Mata Fria
- Reserva Natural da Serra do Teimoso
- Reserva Santa Mônica
- Reserva Santuário de Vida Silvestre Pousada das Araras
- Retiro Boa Esperança
- Seringal Assunção
- Seringal Triunfo
- Sumaúma

Parque Estadual (PE)
- Cantão
- Rio Doce
- Rio Negro – Setor Norte
- Serra Ricardo Franco

Floresta Estadual (FES)
- Amapá

Estação Particular
- Veracel

Terras Indígenas
- Alto Rio Negro
- Barra Velha
- Igarapé Lourdes
- Mamoadate
- Munduruku
- Parque do Tumucumaque
- Sai-Cinza
- São Marcos
- Wedezé